# Negoiești (okręg Dolj)
Negoiești – wieś w Rumunii, w okręgu Dolj, w gminie Melinești. W 2011 roku liczyła 1378 mieszkańców.